# Felice Rospigliosi

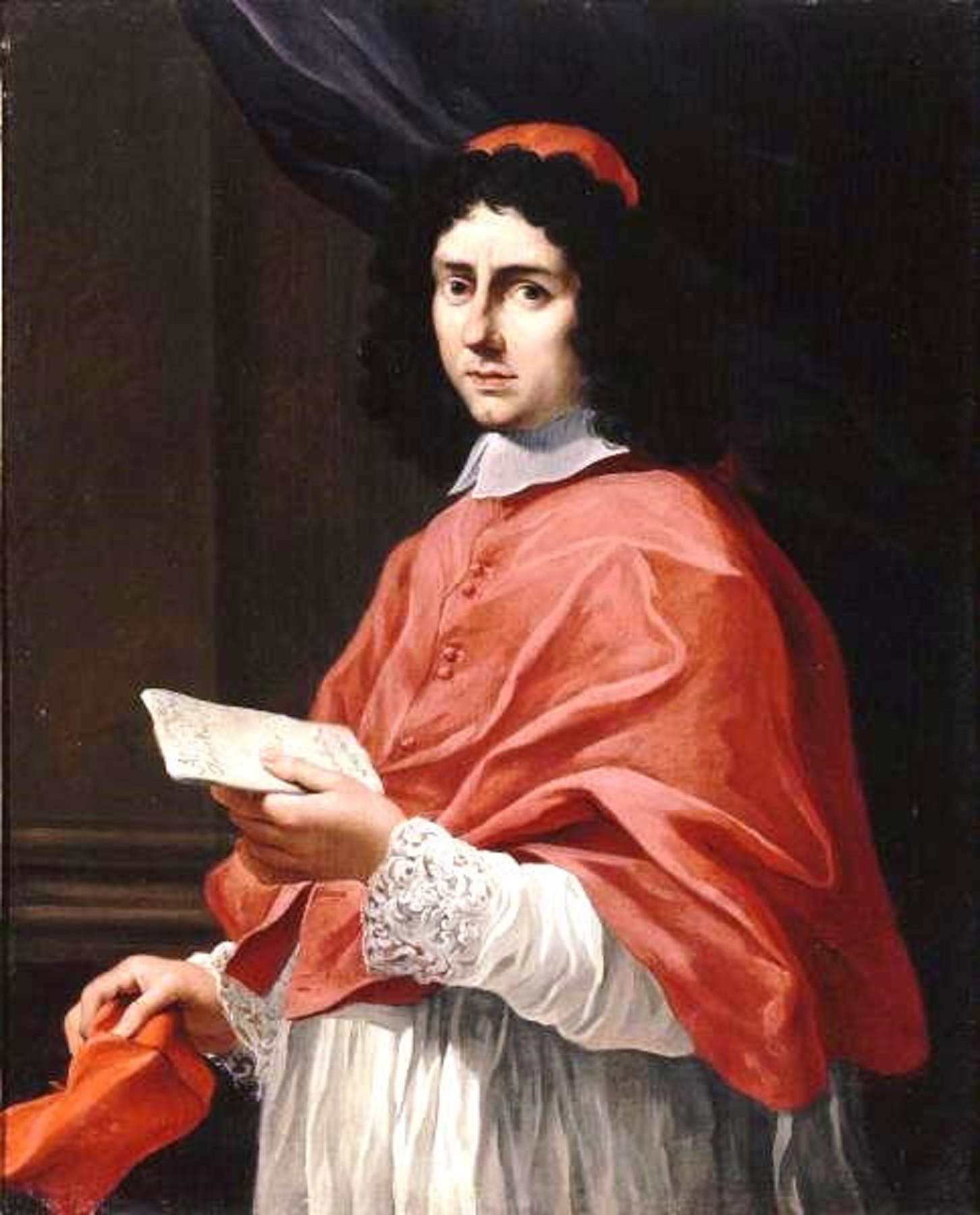
Felice Kardinal Rospigliosi (Gemälde von Ludovico Gimignani nach 1673)

Felice Rospigliosi (* 1639 in Pistoia; † 9. Mai 1688 in Rom) war ein italienischer Kardinal des 17. Jahrhunderts.

## Leben
Felice Rospigliosi stammte aus einer Adelsfamilie und war ein Neffe des späteren Papstes Clemens IX. Sein Bruder Giacomo Rospigliosi wurde von diesem bereits 1667 zum Kardinal kreiert. Zu Felices Verwandten gehören auch die späteren Kardinäle Carlo Agostino Fabroni (1651–1727; Kardinal ab 1706), Antonio Banchieri (1667–1733; Kardinal ab 1726) und Flavio Chigi (Kardinal ab 1753). Über seine Studienzeit ist nichts bekannt.
Rospigliosi war Apostolischer Nuntius in Brüssel, bevor ihn Papst Clemens X. am 16. Januar 1673 zum Kardinaldiakon von Santa Maria in Portico Campitelli ernannte. Im Juli 1673 bekam er schließlich die Titelkirche Sant’Angelo in Pescheria.
Kardinal Rospigliosi nahm am Konklave teil, das Innozenz XI. wählte. Unter diesem Papst war er Inhaber verschiedener Titelkirchen und seit 1678 Ritter des Malteserordens, ehe er 1686 Erzpriester der Basilika Santa Maria Maggiore und im selben Jahr Kardinaldiakon von Sant’Agata de’ Goti wurde.
Felice Rospigliosi starb am 9. Mai 1688 mit nur 49 Jahren. Er wurde in Santa Maria Maggiore beigesetzt.